# Zarauzko Telebista
Zarauzko Telebista fue un canal de televisión local del municipio de Zarauz (Guipúzcoa). Su programación se surtía de programas de producción propia y el idioma predominante era el euskera. 

## Historia
Zarauzko Telebista (ZTB), producido por Telezerbitzuak S.A., comenzó sus emisiones en octubre de 1991 a través de la red de Cabledis. Su programación, de cerca de una hora diaria, se completaba con programas de producción propia (informativos, reportajes, programas infantiles, entrevistas...) que se realizaban en un local de la calle Herrikobarra de Zarauz. 
El 5 de enero de 1994 el Ayuntamiento de Zarauz aprobó un acuerdo con Cabledis por el que el canal local comenzaba a emitir en abierto, mediante el repetidor de Santa Bárbara, en el canal 43 de UHF, a partir del 1 de febrero. Gracias a este acuerdo el Ayuntamiento facilitó una nueva sede al canal local en el edificio de la Cruz Roja de Zarauz, en la avenida de Navarra, y otorgó una subvención de 6000€ mensuales. ZTB, por su parte, se comprometía a ceder su archivo videográfico al Ayuntamiento y a garantizar programación local de martes a sábado. Así, la programación que ZTB comenzó a emitir en abierto es fruto del acuerdo entre Cabledis y el ayuntamiento de la localidad guipuzcoana.
Según destaca el suplemento Larrún de la revista Argia, Zarauzko Telebista contaba para su normal funcionamiento con 10 empleados (un periodista, un técnico, una secretaria y otros colaboradores que realizaban diversas labores).
La emisión de ZTB impidió a los zarauztarras volver a recibir el canal francés TF1, ya que el canal local comenzó a emitir en su misma frecuencia.
Más tarde Zarauzko Telebista continuó con sus emisiones en un nuevo local de la zona industrial Hegoalde, de Zarauz. Algunos de sus cambios más significativos a lo largo de su historia fue la ampliación de su programación a base de reposiciones (inicio de programación a las 19:15, y repeticiones a las 20:15, 21:15 y 13:15 del día siguiente), creación de un teletexto que funcionaba a modo de bucle en las horas en las que no había emisión, ampliación de programación a 2 horas diarias y un programa matutino en directo ("Gosariak elkarrekin"), el ingreso en Tokiko, asociación de canales de televisión local en euskera del País Vasco y Navarra, que le permitió enriquecer su programación con programas en euskera producidos por otros canales locales, o el inicio de emisiones conjuntas con Kaito Telebista (canal local de las localidades vecinas de Azpeitia y Azcoitia) con el programa "Bailaran" en 2005.
Para poder afrontar el reto de la Televisión Digital Terrestre local, en 2008 Zarauzko Telebista y Kaito Telebista deciden fusionar sus canales de televisión y crear Urolaldeko Komunikabideak, S.L. que en adelante produciría un nuevo canal de televisión, Erlo Telebista, heredero de los anteriores. Erlo Telebista, que toma su nombre de un monte de la comarca de Urola, tiene sus oficinas en la antigua sede de Zarauzko Telebista en Hegoalde y el número 1 de la plaza Pérez Arregui de Azpeitia.

## Programación
La programación de Zarauzko Telebista en su primera semana de emisión fue la siguiente: de martes a viernes, a las 20:15, el informativo "Azken Ordua" y "Kiroltrak" (programa deportivo, los martes), "Denboran zehar" (reposición de reportajes realizados en la época en la que ZTB solos e emitía por Cabledis, el miércoles), "Herri mailan" (programa de debate y reportajes, los jueves) y "Asteburuko ekitaldiak" (agenda de actividades para el fin de semana, los viernes). Esta programación se repetía al día siguiente a las 13:15, mientras el sábado se emitía el programa resumen de la semana "Bost egun" a las 19:15.
Así, a lo largo de sus primeros en abierto el canal siguió este esquema con nuevos programas como "Oraingo gazte hauek..." (programa dirigido a los jóvenes), "Eta orain zer?" (concurso en el que se debía adivinar cómo se desarrollaban unos acontecimientos que se mostraban en un vídeo), "Bazenekien" o ""Zarauzko pertsonaia ezagunak" (programa sobre personajes relevantes de la localidad), "Tipi tapa" (programa de excursiones), "Bandera horian, ura gerriraino" o "Udako pasarteak" (programas veraniegos), "Zuk egina" (muestra de vídeos amateur), "Kulturari kiñu" o "Galtzagorri" (programas culturales), "Herriko kontu zaharrak" (programa sobre historia y costumbres de Zarauz) "Ene Zarautz maite" o "Made in Zarautz, Zarautzen gertatua" (reportajes), "Eztabaidarako tartea" (debate),  o "Udala lanean" (información del ayuntamiento).